# Station Ilmenau Bad
Station Ilmenau Bad is een spoorwegstation in de Duitse plaats Ilmenau (Thüringen). Het station werd in 1904 geopend. Het ligt direct aan de Ilm.